# Electron (oprogramowanie)
Electron (wcześniejsza nazwa: Atom Shell) – otwartoźródłowa platforma programistyczna stworzona przez Cheng Zhao podczas odbywania przez niego praktyk w firmie Intel, a potem dalej rozwijana przez Github.
Pozwala tworzyć aplikacje GUI dla komputerów stacjonarnych za pomocą komponentów elementów front-endowych i back-endowych, opracowanych początkowo dla aplikacji sieciowych: Node.js (back-end) i Chromium (front-end). Electron jest główną strukturą GUI za kilkoma znaczącymi projektami open source, w tym edytorami kodu źródłowego Atom i Visual Studio Code oraz czatem Discord.

## Historia
- 11 kwietnia 2013 – Electron został uruchomiony jako Atom Shell.
- 6 maja 2014 – Atom i Atom Shell stają się open-source na licencji MIT[5]
- 17 kwietnia 2015 – Atom Shell zmienia nazwę na Electron.
- 11 maja 2016 – Electron osiągnął wersję 1.0.
- 20 maja 2016 – Electron umożliwił przesyłanie zapakowanych aplikacji do Mac App Store.
- 2 sierpnia 2016 – W systemie Windows Store zostało dodane wsparcie dla aplikacji Electron.

## Struktura aplikacji Electrona
Podstawowa aplikacja Electron składa się z trzech plików: package.json (metadane), main.js (kod) i index.html (środowisko graficzne).
Najważniejszym plikiem jest package.json. Zachowuje informacje o pakiecie. Najczęstsze informacje wpackage.json to:
- „name”, nazwa aplikacji
- „version”, wersja aplikacji
- „main”, nazwa głównego pliku skryptu aplikacji

package.json jest plikiem npm.

## Aplikacje używające Electrona
Wiele aplikacji desktopowych działa w oparciu o Electron, między innymi:
- Atom
- Discord
- Etcher
- GitHub Desktop[7]
- GitKraken
- Keybase
- Light Table[8]
- Microsoft Teams
- Visual Studio Code
- Element[9]
- Slack[10]
- Skype
- Signal
- Twitch.tv
- WhatsApp
- Wire[11]
- Yammer
- Markdownify[12]
- Vortex mod manager (WIP)
- primitive.next
- GDLauncher